# Little Snoring
Little Snoring – wieś w Anglii, w hrabstwie Norfolk, w dystrykcie North Norfolk. Leży 37 km na północny zachód od Norwich i 166 km na północny wschód od Londynu.
W 2001 miejscowość liczyła 603 mieszkańców.